# Такер: Людина і його мрія
Такер: Людина і його мрія (англ. Tucker: The Man and His Dream) — американський художній фільм 1988 року режисера Френсіса Форда Копполи.
Фільм змальовує історію підприємця Престона Такера і його спробу виробляти і продавати  автомобілі Такер-Седаном 1948, котрого зустріли зі скандалом зі сторони «Великої трійки автовиробників» і звинуваченнями у біржовому шахрайстві від Комісії США з цінних паперів і бірж.

## Ролі виконують

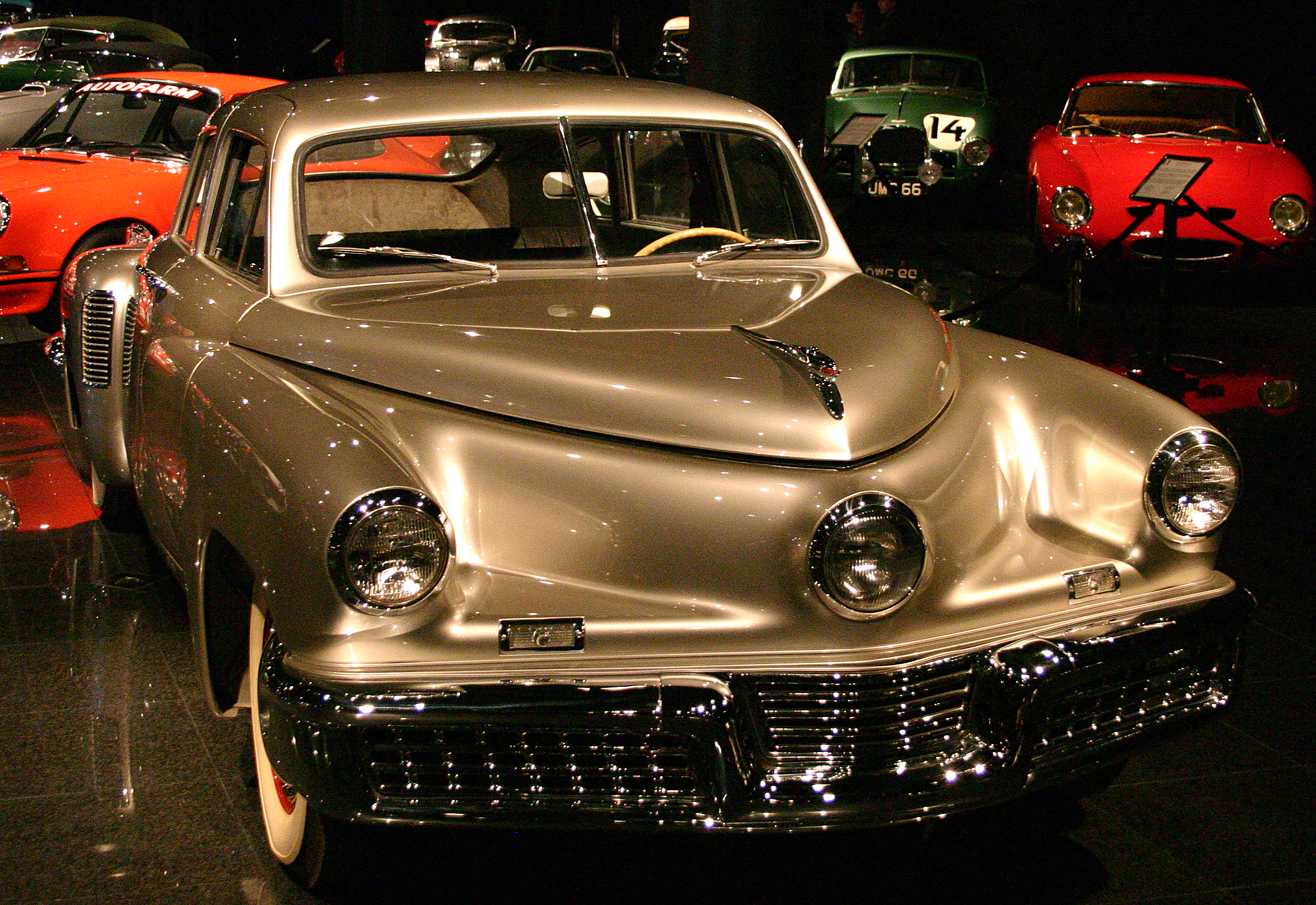
Седан 1948 року «Такер» в музеї Чорний яструб

- Джефф Бріджес — Престон Такер
- Джоан Аллен — Віра Такер
- Мартін Ландау — Ейб Карец
- Еліас Котеас — Алекс Тремуліс
- Фредерік Форрест — Едді Дін
- Крістіан Слейтер — Престон Такер-молодший
- Ніна Семашко — Мерилін Лі Такер
- Мако Іваматсу — Джимі Сакуяма
- Дін Стоквелл — Говард Г'юз
- Маршалл Белл — Франк
- Ллойд Бріджес — Гомер С. Фергюсон